# Omikron Piscium
Omikron Piscium (Torcular, ο Psc) – gwiazda w gwiazdozbiorze Ryb. Znajduje się około 279 lat świetlnych od Słońca.

## Nazwa
Gwiazda ta ma tradycyjną nazwę Torcular. Pochodzi ona z wydania Almagestu z 1515 roku, gdzie została zapisana jako Torcularis septentrionalis, co miało być łacińskim tłumaczeniem stgr. ληνός, co oznacza „prasę do winogron”; dodatek septentronalis znaczy „północna”. Międzynarodowa Unia Astronomiczna w 2017 roku formalnie zatwierdziła użycie nazwy Torcular dla określenia tej gwiazdy.

## Charakterystyka
Omikron Piscium to żółty olbrzym należący do typu widmowego G8. Gwiazda jest 132 razy jaśniejsza od Słońca i ma temperaturę około 5000 K. Jej średnica jest około 15 razy większa od słonecznej, a masa trzykrotnie większa. Gwiazda ma około 390 milionów lat i opuściła już ciąg główny. Nie ma znanych planet.